# Tricholita
Tricholita is een geslacht van vlinders van de familie Uilen (Noctuidae), uit de onderfamilie Hadeninae.

## Soorten
- T. baranea Barnes, 1905
- T. bisulca Grote, 1881
- T. chipeta Barnes, 1904
- T. elsinora Barnes, 1904
- T. fistula Harvey, 1878
- T. notata Strecker, 1898
- T. signata Walker, 1860